# Чимолаис
Чимолаис (итал. Cimolais) је насеље у Италији у округу Порденоне, региону Фурланија-Јулијска крајина.
Према процени из 2011. у насељу је живело 351 становника. Насеље се налази на надморској висини од 657 м.

## Становништво
Према резултатима пописа становништва 2011. у општини је живело 421 становника.
| 1936. | 1951. | 1961. | 1971. | 1981. | 1991. | 2001. | 2011. |
| ----- | ----- | ----- | ----- | ----- | ----- | ----- | ----- |
| 1.031 | 1.092 | 924   | 607   | 567   | 489   | 465   | 421   |